# Folia

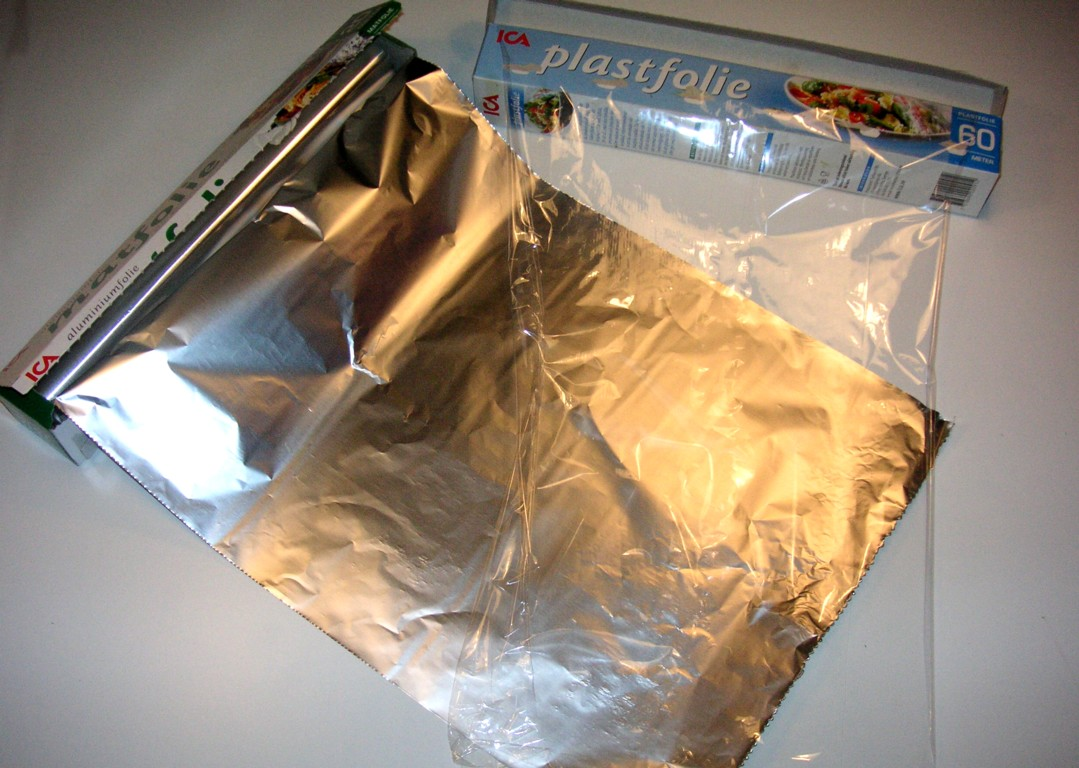
Folia aluminiowa i plastikowa

Folia – materiał wykonany najczęściej z metalu nieżelaznego lub z tworzywa sztucznego, o grubości do 2 mm (do wyrobu np. opakowań).

## Folie z tworzyw sztucznych

### Produkcja
Folie z tworzyw sztucznych najczęściej wytwarza się metodą:
- wytłaczania rękawa z rozdmuchem: roztopione tworzywo wytłaczane jest przez kolistą szczelinę, a ciśnienie powietrza nadaje mu postać rękawa;
- wylewania, czyli wytłaczania płaskoszczelinowego: roztopione tworzywo wytłaczane jest przez płaską dyszę i wylewane na chłodzony cylinder.

Folie mogą być jedno- lub wielowarstwowe. W tym drugim przypadku folia składa się z warstw z różnych tworzyw, dzięki czemu folia łączy cechy materiałów składowych. Mogą też wystąpić folie z tworzyw sztucznych, łączone z papierem lub z folią aluminiową.

### Tworzywa używane do produkcji folii
- polietylen;
- polipropylen: CPP – folia polipropylenowa nieorientowana (CPP od ang. Cast Polipropylene), OPP – folia polipropylenowa jednoosiowo orientowana (OPP od ang. Oriented Polypropylene), BOPP – folia polipropelynowa dwuosiowo orientowana (BOPP od ang. Biaxal Oriented Polypropylene);
- kopolimer etylenu z octanem winylu – EVAC (EVAC od ang. Ethylene/Vinyl Acetate);
- kopolimer etylenu z alkoholem winylowym – EVAL (EVAL od ang. Ethylene/Vinyl Alcohol);
- kopolimer etylenu z kwasem metakrylowym;
- polialkohol winylu – PVA (PVA od ang. Polyvinyl Alkohol);
- fluoropolimery:
  - etylen tetrafluoroetylen (ETFE(inne języki)) (np. zadaszenie dworca tramwajowego Stajnia Jednorożców w Łodzi, zadaszenie stacji kolejowej Piccadilly Station w Manchesterze, elewacja i zadaszenie stadionu Allianz Arena, zadaszenie stacji kolejowej Heathrow Terminal 5, na terenie Portu Lotniczego Londyn-Heathrow).

### Rozciąganie
Folie z tworzyw sztucznych często rozciąga się jednoosiowo, tzw. orientacja jednoosiowa (oznaczane skrótem O) lub dwuosiowo, tzw. orientacja dwuosiowa (oznaczane skrótem OB). Rozciąganie odbywa się w podwyższonej temperaturze, poniżej temperatury mięknienia. Folie orientowane, po podgrzaniu, obkurczają się w kierunku orientacji. Właściwość ta wykorzystywana jest np. do opakowywania. Aby folia orientowana utraciła własności termokurczliwe, podgrzewa się ją po orientacji do temperatury pomiędzy temperaturą orientacji a temperaturą mięknienia. 

### Drukowanie
Folie z tworzyw sztucznych można używać jako podłoży drukowych. W tym celu zwiększa się energię powierzchniową folii za pomocą różnych metod aktywacji folii z tworzyw sztucznych.

### Foliowanie
Folie z tworzyw sztucznych używane są do uszlachetniania druku przez jego foliowanie.